# Tall Hawasid
Tall Hawasid (arab. تل حواصيد) – wieś w Syrii, w muhafazie Aleppo, w dystrykcie Dżabal Siman. W 2004 roku liczyła 577 mieszkańców.